# علف مقدس
علف مقدس، علف ملکوتی (نام علمی: Sigesbeckia orientalis) نام یک گونه از تیره کاسنیان است.